# Liste der Monuments historiques in Mauriac (Gironde)
Die Liste der Monuments historiques in Mauriac (Gironde) führt die Monuments historiques in der französischen Gemeinde Mauriac auf.

## Liste der Bauwerke
| Bezeichnung        | Beschreibung                  | Standort | Kennzeichnung | Schutzstatus | Datum | Bild           |
| ------------------ | ----------------------------- | -------- | ------------- | ------------ | ----- | -------------- |
| Friedhofskreuz     | Erbaut im 15. Jahrhundert     | (Lage)   | PA00083624    | Classé       | 1907  | weitere Bilder |
| Kirche St-Saturnin | Erbaut ab dem 12. Jahrhundert | (Lage)   | PA00083625    | Classé       | 2002  | weitere Bilder |

## Liste der Objekte
| Bezeichnung | Beschreibung          | Standort                         | Kennzeichnung | Schutzstatus | Datum | Bild |
| ----------- | --------------------- | -------------------------------- | ------------- | ------------ | ----- | ---- |
| Glocke      | Bronze, 1769 gegossen | in der Kirche St-Saturnin (Lage) | PM33000597    | Classé       | 1942  |      |